# Football Club Avenir Beggen
El Football Club Avenir Beggen és un club de futbol luxemburguès de la ciutat de Luxemburg, al barri de Beggen.
El club va ser fundat l'1 de juliol de 1915. Va jugar consecutivament a la màxima divisió luxemburguesa des de 1965-66 fins al 2005-06.

## Palmarès
- Lliga luxemburguesa de futbol:[1]

Campions (6): 1968-69, 1981-82, 1983-84, 1985-86, 1992-93, 1993-94
Finalistes (5): 1974-75, 1982-83, 1986-87, 1989-90, 1991-92
- Copa luxemburguesa de futbol:[2]

Campions (7): 1982-83, 1983-84, 1986-87, 1991-92, 1992-93, 1993-94, 2001-02
Finalistes (4): 1973-74, 1987-88, 1988-89, 1997-98